# Cratere Chingaso
Chingaso è un cratere sulla superficie di Rea.